# Lauko Soda
Lauko Soda is een plaats in de gemeente Telšiai in het Litouwse district Telšiai. De plaats telt 177 inwoners (2001).